# Jean Bartelous
Jean Hubert Marie Alphonse Bartelous (Vorst, 1 april 1914 - 23 mei 1998) was een Belgisch senator en advocaat.

## Levensloop
Bartelous promoveerde tot doctor in de rechten en licentiaat in de politieke en diplomatieke wetenschappen. Hij werd advocaat aan de balie van Brussel.
Hij behoorde binnen de PSC tot de jonge groep van La Relève en publiceerde regelmatig in hun weekblad.
In 1946 werd hij gemeenteraadslid in Vorst en van 1959 tot 1971 was hij er schepen.
In 1988 fungeerde hij nog als lijstduwer op de PSC-lijst bij de gemeenteraadsverkiezingen.
In juli 1959 werd hij CVP-senator voor het arrondissement Brussel, in opvolging van de overleden voorman van het ACW, Jozef De Schuyffeleer (1913-1959). Hij zetelde tot in 1961.
Hij zetelde ook nog in de Brusselse Agglomeratieraad.

## Publicaties
- Trente ans de législation scolaire (1884-1914), in: La Revue Nouvelle, 1951.
- Aux origines de la Question scolaire en France, in: La Revue Nouvelle 1952
- Lophem-novembre 1918, in: La Relève, 16/11/1957.
- Le nombre de parlementaires depuis 1830, in: La Relève, 12/01/1957.
- Les crises ministérielles en Belgique, in: La Relève, 21/06/1958.
- Nos premiers ministres de Leopold Ier à Albert Ier, 1831-1934, Brussel, Collet, 1983